# Universidad Abierta Interamericana
La Universidad Abierta Interamericana (UAI), de su abreviatura UAI, es una universidad privada que forma parte de la red de instituciones Vanguardia Educativa "VANEDUC", la cual se dedica a la docencia e investigación educativa desde 1942.
Fundada en 1995, la UAI es una universidades con más de cien carreras de pregrado, grado y posgrado acreditadas por CONEAU (Comisión Nacional de Evaluación y Acreditación Universitaria) y, en el año 2023, su proyecto institucional se convirtió en el primero en Sudamérica en ser acreditado por la agencia francesa de aseguramiento de la calidad educativa, HCÉRES. La universidad cuenta con más de 14 localizaciones donde se cursan las carreras.
Rumbo a sus 30 años, la institución cuenta con múltiples sedes en Ciudad Autónoma de Buenos Aires, Provincia de Buenos Aires (incluyendo Castelar, Ituzaingó, Boulogne, Lomas de Zamora y Berazategui)y en la ciudad de Rosario. Su rector actual es el Dr. Rodolfo De Vincenzi. La UAI cuenta con 32.000 estudiantes y más de 38.000 graduados a la fecha. 

## Fútbol
En 2008 el Club Deportivo Social y Cultural Ferrocarril Urquiza se fusionó con el Club Deportivo UAI, cambiando el nombre a Club Deportivo UAI Urquiza.